# 김광수 (1962년)
김광수(1962년 ~ 2018년 3월 6일)는 대한민국 경북 상주 출신의 기업인이다. 전 NICE그룹 회장이다.

## 약력
1985년 경북대 전자공학과를 졸업하고, 금성부품에서 근무하다 1994년 대학 선배인 남광희와 전자·통신 및 IT 분야 핵심부품 개발 및 제조업체인 KH바텍을 창업했다. 2003년 KH바텍을 나와 서울전자통신을 인수해 경영을 정상화했으며, 2005년 한국신용정보 대주주가 되며 금융업에 진출하였다.